# Aeroport Internacional José María Córdova
L'Aeroport Internacional José María Córdova (codi IATA: MDE, codi OACI: SKRG) és un aeroport colombià situat al municipi de Rionegro (Antioquia) i que serveix la ciutat de Medellín. És l'aeroport més important d'Antioquia i el segon a escala nacional després de l'El Dorado de Bogotà. Està situat a 2.137 m s. n. m. i disposa d'una pista amb capacitat per a 205.000 operacions l'any. La terminal de passatgers pot acollir fins a 17 aeronaus amb passarel·la d'accés a aeronaus, 10 nacionals i 7 internacionals, amb les posicions 7, 8, 9 i 10 mixtes. També disposa d'una terminal de càrrega amb capacitat per a deu avions. És un punt clau per a l'exportació de flors i altres productes de l'orient antioquià i la regió. A prop hi ha la zona duanera i els hangars d’Avianca.
Rep el nom del prohom antioquià José María Córdova, que va lluitar durant les guerres d'independència i és considerat el general de divisió més destacat de la història d'Antioquia.

## Història
El 1970 es va veure la necessitat de construir un aeroport de majors dimensions degut a la saturació de l'Aeroport Olaya Herrera. Es van proposar dos llocs: un a prop de Barbosa i un altre a la vall de San Nicolás a Rionegro. Finalment, es va triar Rionegro.
Va ser inaugurat el 30 de juny de 1985 pel president Belisario Betancur i el director de l'Aerocivil, Juan Guillermo Penagos Estrada. Inicialment, va assumir la major part del trànsit de l'Olaya Herrera, però actualment ambdós aeroports tenen operacions. L'Olaya Herrera opera vols regionals i domèstics, mentre que el José María Córdova cobreix rutes internacionals i nacionals troncals.
El 2006, l'Airbus A380 hi va fer proves tècniques. Va ser el primer aeroport del continent on hi va aterrar aquest avió.

## Actualitat i concessió

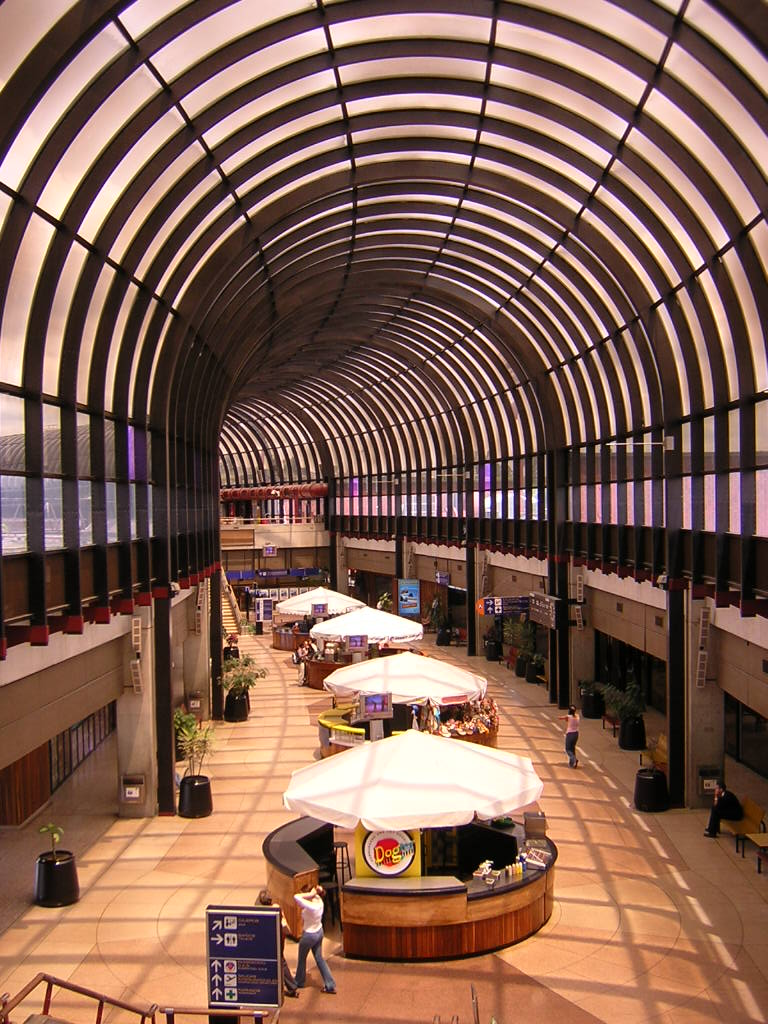
Aeroport Internacional José María Córdova.

El 3 de març de 2008 es va adjudicar la concessió per administrar l'aeroport. El consorci guanyador inclou Malibú S.A.; Fernando Mazuera y Cía., Informació i Tecnologia S.A., Portales Urbanos S.A., Socinsa, Olímpica, Noarco S.A. i Sercom, junt amb CAH Colombia. Es preveu una inversió de 780 mil milions de pesos durant vint-i-cinc anys. S’han d'invertir 200 milions de dòlars en vint-i-cinc anys, amb 137 mil milions destinats al José María Córdova i 52 mil milions a l'Olaya Herrera en els primers cinc anys.
La terminal de càrrega ha estat ampliada recentment. Aerolínies com Martinair, Centurion Air Cargo, ABSA, Florida West, Avianca Cargo, LAS i Aerosucre hi han augmentat operacions. També hi ha la desapareguda Arkas amb vols domèstics.
El 2015 es van iniciar accions de modernització: nous sistemes d'informació de vols, tecnologia de navegació, pràctiques ambientals, etc.

### Modernitzacions
Des de 2008 s'han fet obres com l'ampliació del moll nacional, instal·lació de fingers, escales mecàniques, canvi del vestíbul central, millores a la plataforma, sistemes de seguretat, informació digital de vols, i nous serveis sanitaris i d'equipatge. Els objectius principals d'aquests canvis són la seguretat, comoditat i compliment dels estàndards OACI, Aerocivil i IATA.
També es busca contribuir a la competitivitat amb espais òptims per a la connectivitat global i nous serveis. Entre 2015 i 2017 es van fer obres com la remodelació de la terminal, l'ampliació del moll internacional, la barrera de JetBlast, la terminal de càrrega i la pavimentació de la pista. El 2016 Rionegro va rebre 7.376.160 passatgers i el 2017, 6.892.104 segons dades de Grupo Aeroportuario del Sureste.

### Ús militar
També és utilitzat pel Comando Aéreo de Combate N°5 de la Força Aèria Colombiana i la Policia Nacional de Colòmbia. Compta amb VOR, DME i ILS. Categoria OACI 4F.

## Aerolínies i destinacions

Rutes internacionals fins a l'11 de gener de 2025

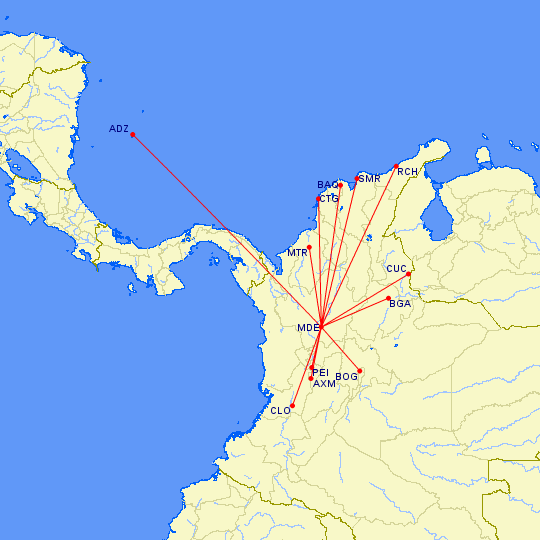
Rutes nacionals fins a l'11 de gener de 2025

Actualment hi operen 14 aerolínies a 35 destinacions: 12 nacionals (4 aerolínies) i 23 internacionals a 17 països (16 aerolínies).